# Chiesa di San Giovanni Battista (Arzana)
La chiesa di San Giovanni Battista è un edificio religioso situato ad Arzana, centro abitato della Sardegna centro-orientale. Consacrata al culto cattolico è sede dell'omonima parrocchia e fa parte della diocesi di Lanusei.
L'edificio attuale risale al 1865, costruito sulle fondamenta di un'altra chiesa demolita in quanto pericolante; presenta una pianta a croce latina coperta con volta a botte, con  catino dell'abside semisferico.